# Chalcionellus pulchellus
Chalcionellus pulchellus är en skalbaggsart som först beskrevs av Fabricius 1798.  Chalcionellus pulchellus ingår i släktet Chalcionellus och familjen stumpbaggar. Inga underarter finns listade i Catalogue of Life.